# Figueira do Piques
A Figueira do Piques, uma Ficus organensis , é considerada a mais imponente árvore do centro de São Paulo. O exemplar se situa no Largo da Memória, bem ao lado do obelisco do Piques, e possui uma copa de dezenas de metros de diâmetro. Acredita-se que ela tenha nascido nas últimas décadas do século 19, pois em fotografias que datam de 1922 ela já aparece adulta. Em 2013 este exemplar era considerado a décima árvore mais antiga da cidade de São Paulo.

## Galeria

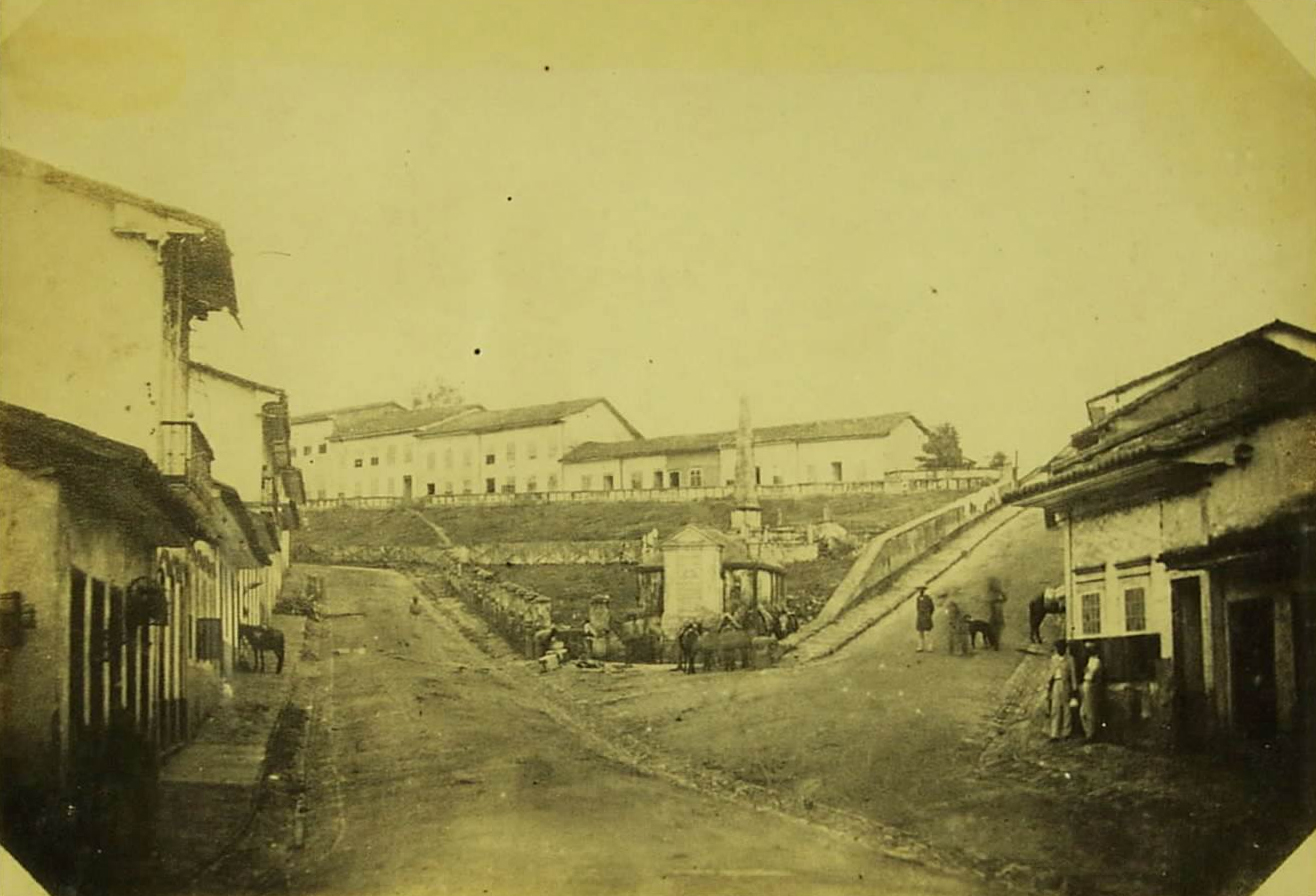
Em 1862, quando a árvore ainda não existia
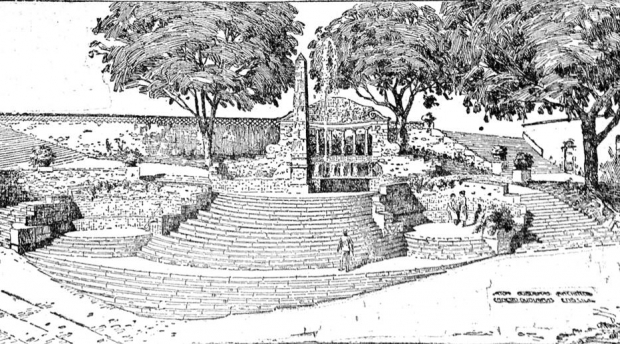
Em 1919, com a árvore já adulta
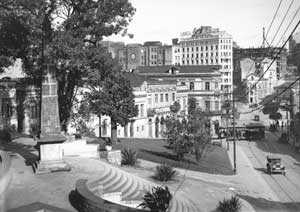
Em 1929
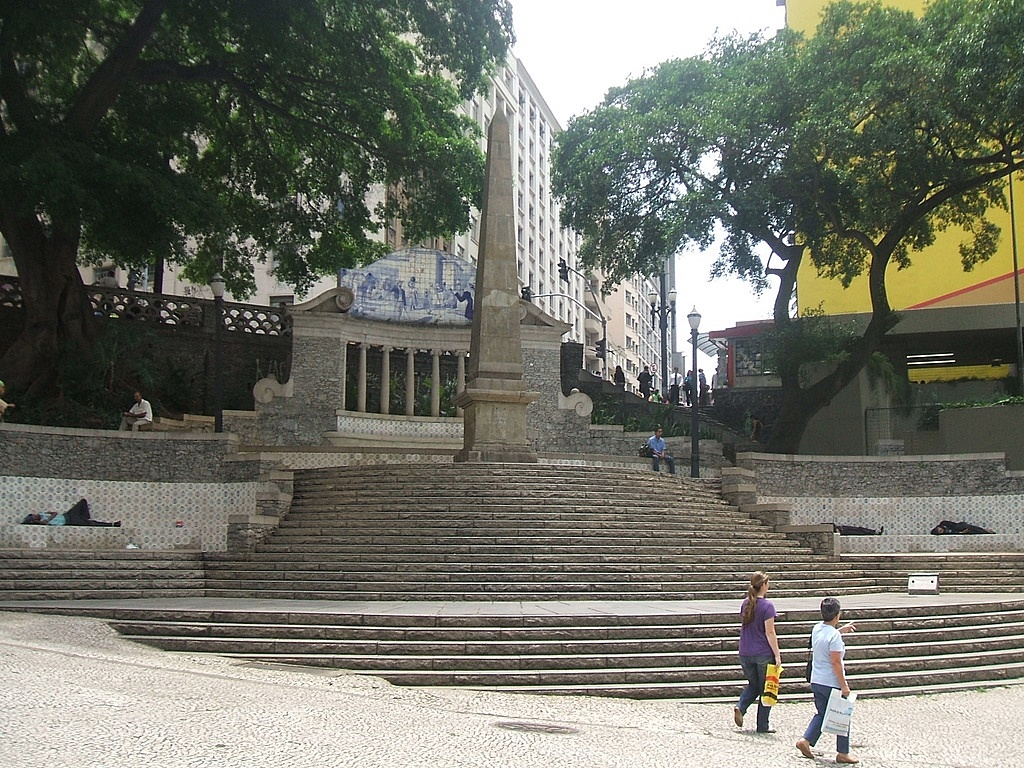
Em 2008